# Robustagramma hebes
Robustagramma hebes är en tvåvingeart som beskrevs av Marshall och Xiaolong Cui 2005. Robustagramma hebes ingår i släktet Robustagramma och familjen hoppflugor. Inga underarter finns listade i Catalogue of Life.